# Roque Rodrigues

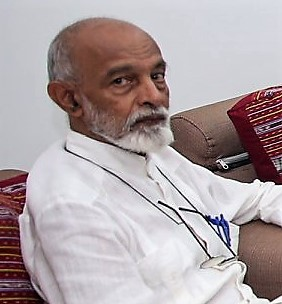
Roque Rodrigues (2020)

Roque Félix de Jesus Rodrigues (* 28. Mai 1949 in Dili, Portugiesisch-Timor) ist ein osttimoresischer Politiker. Von 2001 bis 2006 war er der erste Verteidigungsminister des Landes nach der indonesischen Besatzung.

## Leben
Roque Rodrigues hat einen Bruder und eine Schwester. Seine Eltern waren vor dem Zweiten Weltkrieg aus Goa nach Portugiesisch-Timor eingewandert. Der Vater wurde ein bekannter Anwalt in der portugiesischen Kolonie. Später zog die Familie nach Lissabon, um den drei Kindern ein Studium an der Universität zu ermöglichen, da dies damals in Dili noch nicht möglich war.
1972 schloss Rodrigues sein Studium der Psychologie am Institut für Angewandte Psychologie in Lissabon ab. Er gehörte zu den osttimoresischen Studenten aus dem Casa dos Timores in Lissabon. Hier lernte er Freiheitskämpfer aus den bisherigen portugiesischen Kolonien in Afrika kennen. Rodrigues absolvierte nach dem Studium seinen Wehrdienst als Militärpsychologe. Kurz darauf kam es im April 1974 in Portugal zur Nelkenrevolution, durch die die Diktatur gestürzt wurde. Osttimor sollte danach auf die Unabhängigkeit vorbereitet werden. Rodrigues ließ sich für seine verbliebene Zeit des Wehrdienstes nach Osttimor versetzen. Der damalige portugiesische Gouverneur der Kolonie Mário Lemos Pires berief ihn in eine Arbeitsgruppe, die eine Reform des Bildungssystems ausarbeiten sollte. In dieser Funktion reiste er Mitte 1975 nach Portugal, um dort Schulbücher für die neuen Schulen zu beschaffen.

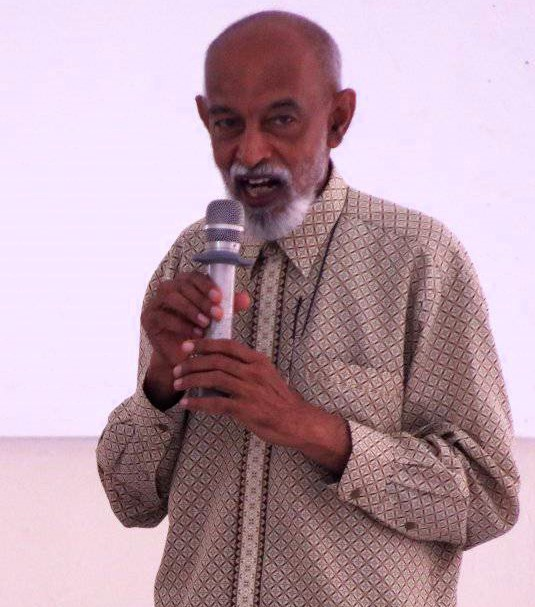
Roque Rodrigues (2022)

Da Indonesien bereits Anfang Juni die Enklave Oe-Cusse Ambeno und später weitere grenznahe Gebiete der portugiesischen Kolonie besetzte, reiste Nicolau dos Reis Lobato, der damalige Vizepräsident der größten osttimoresischen Partei FRETILIN, nach Afrika und Portugal, um internationale Unterstützung für Osttimor zu erhalten. Lobato nahm Rodrigues in die Delegation auf, die am 25. Juni 1975 bei der Unabhängigkeitszeremonie von Mosambik teilnahm. Rodrigues blieb zunächst in Mosambik, während Lobato nach Osttimor zurückkehrte. Am 28. November erklärte auch die FRETILIN die Unabhängigkeit Osttimors, doch nur neun Tage später begann Indonesien auch in das restliche Staatsgebiet einzumarschieren und das Land zu besetzen.
Rodrigues wurde offizieller Repräsentant der FRETILIN in Mosambik, wo auch andere Parteimitglieder, wie der spätere Premierminister von Osttimor, Marí Alkatiri, Zuflucht fanden. Ab Februar 1979 wechselte Rodrigues als FRETILIN-Repräsentant nach Angola. Da Angola die Unabhängigkeitserklärung Osttimors anerkannt hatte, wurde Rodrigues 1984 hier Botschafter seines Landes. Am 12. August 1988 war Rodrigues Mitglied einer osttimoresischen Delegation, die vor den Vereinten Nationen vorsprechen durfte. 1995 wurde Rodrigues Repräsentant der Widerstandsbewegung in Portugal und 1998 nach Gründung des Dachverbandes der Repräsentant des Conselho Nacional de Resistência Timorense.
1999 entschied sich die Bevölkerung Osttimors in einem Referendum für die Unabhängigkeit von Indonesien. Die Vereinten Nationen übernahmen die Verwaltung bis 2002. Als Übergangsparlament wurde das National Consultative Council (NCC) eingerichtet. Als sein Sprecher wurde Xanana Gusmão gewählt. Rodrigues kehrte im Januar 2000 nach Osttimor zurück und erhielt bei Gusmão den Posten als Stabschef seines Büros. Im September 2000 wechselte Rodrigues auf den Posten des Bürochefs für den Aufbau der Verteidigungskräfte. Zusätzlich wurde er im September 2001 zum stellvertretenden Minister für Bildung, Kultur, Jugend und Sport ernannt. Zu diesem Zeitpunkt war Rodrigues nicht mehr Mitglied der FRETILIN, sondern unabhängiges Regierungsmitglied. Am 30. April 2002 erhielt Rodrigues als Staatssekretär das Verteidigungsressort in der Übergangsregierung. Beide Posten führte er bis zum 20. Mai 2002. Nur wenige Stunden nach der Ausrufung der Unabhängigkeit Osttimors wurde Rodrigues zum ersten Staatssekretär für Verteidigung der neuen Republik eingeschworen. Einen Verteidigungsminister gab es nicht. Erst am 26. Juli 2005 wurde Rodrigues zum Verteidigungsminister Osttimors ernannt.
2006 kam es zu massiven Unruhen in Osttimor, die sich auch gegen die Regierung Alkatiri richteten. Auslöser war die Desertion von 600 Soldaten aus den Streitkräften des Landes. Am 1. Juni mussten die Alkatiri-Vertrauten, Rodrigues und Innenminister Rogério Lobato zurücktreten. Kurz darauf musste auch Premierminister Alkatiri zurücktreten. Rodrigues und Lobato wurde von einer UN-Kommission vorgeworfen, sie hätten Zivilisten bewaffnet, um sie gegen die Meuterer einzusetzen. Allerdings wurde nur Lobato deswegen verurteilt, während Rodrigues ohne Strafe davonkam. Im Mai 2008 wurden Proteste laut, weil die Vereinten Nationen Rodrigues als Berater für die Sicherheit des Staatspräsidenten einstellten. UN-nahe Quellen behaupteten, dass Präsident José Ramos-Horta selbst Rodrigues vorgeschlagen hätte. Auch Premierminister Gusmão hatte sein Einverständnis gegeben. Schließlich wurde Rodrigues von Atul Khare, dem Chef der Integrierten Mission der Vereinten Nationen in Timor-Leste, wieder entlassen.
Später arbeitete Rodrigues als Berater im Außenministerium Osttimors. 2019 vertrat Rodrigues Osttimor auf der Solidaritätskonferenz für die Westsahara der Entwicklungsgemeinschaft des südlichen Afrika (SADC) in Pretoria. 2020 wird Rodrigues als Chefberater für internationale Angelegenheiten von Präsident Francisco Guterres genannt.

## Auszeichnungen
- Medaille des Ordem de Timor-Leste (2012)[13]

## Belege
- Ministry for Defence and Security of East Timor: BIOGRAPHY OF ROQUE RODRIGUES (Seite nicht mehr abrufbar. Suche in Webarchiven)